# Un papa hors pair
Pour plus de détails, voir Fiche technique et Distribution.
Un papa hors pair (Fatherhood) est un film dramatique américain réalisé par Paul Weitz et sorti en 2021. Il est diffusé sur Netflix dès le 18 juin 2021,.
Le scénario s'inspire d'une histoire vraie et de l'autobiographie de Matthew Logelin (en).

## Synopsis
Amoureux depuis des années, Matt et Liz Logelin se préparent à avoir leur premier enfant. Mais peu après l'accouchement, Liz est victime d'une embolie pulmonaire et meurt. Dévasté, Matt va tenter de se reprendre en main pour élever sa fille, Madeline. Ses amis et sa famille craignent que Matt n'ait pas les compétences ou la patience nécessaires, en particulier la mère de Liz, Marion, qui a une relation tendue avec lui.

## Fiche technique
Sauf indication contraire, les informations mentionnées dans cette section peuvent être confirmées par les bases de données cinématographiques IMDb et Allociné,  présentes dans la section « Liens externes ».
- Titre français : Un papa hors pair
- Titre original : Fatherhood
- Réalisation : Paul Weitz
- Scénario : Dana Stevens et Paul Weitz, d'après Two Kisses for Maddy: A Memoir of Loss and Love de Matthew Logelin
- Musique : Rupert Gregson-Williams
- Production : Marty Bowen, Peter Kiernan, David Beaubaire, Kevin Hart,
- Production déléguée : Bryan Smiley, Channing Tatum, Jason Cloth, Aaron L. Gilbert, Reid Carolin, Isaac Klausner
- Sociétés de production : Sony Pictures Entertainment, Bron Studios, TriStar Pictures, Netflix
- Sociétés de distribution : Sony Pictures Releasing France, Netflix
- Pays de production :  États-Unis
- Langue : anglais
- Genre : comédie dramatique
- Durée : 109 minutes
- Dates de sortie :
  -  Mondial : 18 juin 2021 (Netflix)

## Distribution
Sauf indication contraire, les informations mentionnées dans cette section peuvent être confirmées par les bases de données cinématographiques IMDb et Allociné,  présentes dans la section « Liens externes ».
- Kevin Hart (VF : Jean-Baptiste Anoumon) : Matthew « Matt » Logelin
- Melody Hurd (VF : Pia Gimenez Bonfils) : Madeline « Maddy » Logelin
- DeWanda Wise (VF : Déborah Claude) : Lizzie alias Swan
- Lil Rel Howery (VF : Diouc Koma) : Jordan
- Anthony Carrigan (VF : Jérémy Bardeau) : Oscar
- Alfre Woodard (VF : Maïk Darah) : Marion
- Frankie Faison (VF : Virgile M'Fouilou) : Mike, le père de Liz et mari de Marion
- Paul Reiser (VF : Michel Dodane) : Howard
- Deborah Ayorinde (VF : Aurélie Konaté) : Liz Logelin, la femme de Matt
- Holly Gauthier-Frankel : Rose
- Thedra Porter (VF : Nicole Dogué) : Anna
- Teneisha Collins (VF : Virginie Emane) : Madame Burns
- Anthony Kavanagh (VF : lui-même) : docteur aux urgences